# パワー・オブ・ザ・ドッグ
『パワー・オブ・ザ・ドッグ』（The Power of the Dog）は、2021年に公開されたイギリス・オーストラリア・アメリカ合衆国・カナダ・ニュージーランド合作によるドラマ映画。監督はジェーン・カンピオン。主演はベネディクト・カンバーバッチ。共演はキルスティン・ダンスト、ジェシー・プレモンス、コディ・スミット＝マクフィーなど。
1920年代のアメリカ合衆国モンタナ州を舞台に、無慈悲な牧場主と彼を取り巻く人々との緊迫した関係を描いた人間ドラマ。原作はトーマス・サヴェージの1967年の同名小説。
本作は第78回ヴェネツィア国際映画祭のコンペティション部門に出品され、銀獅子賞を受賞した。

## ストーリー
舞台は1925年のモンタナ州。フィルとジョージのバーバンク兄弟は、牧場の経営で成功を収めていた。兄弟はある牛追いの道中、宿屋のオーナーで未亡人のローズ・ゴードンと出会う。心優しいジョージはローズとすぐに心を通わせるようになり、結婚することになる。ローズは兄弟の牧場に移住し、ローズの息子ピーターに医学と外科学を学ばせるために、ジョージの金で大学へ通わせることになる。しかし、亡き師ブロンコ・ヘンリーに強く影響されているフィルは、ローズが金目当てでジョージと結婚したと勘繰り、嫌悪感を抱くようになり、そのフィルの粗暴な振る舞いと嘲弄するような態度にローズは不安を募らせる。ある日、ジョージは両親と知事を招いて晩餐会を開くことにする。ジョージはローズに、招待客の為にピアノを弾くようリクエストする。しかし、ローズのピアノの腕前はそれほどのものではなく、戸惑いながらも練習をしようとするが、フィルからの妨害を受ける。晩餐会が始まり、ローズはヨハン・シュトラウス1世の『ラデツキー行進曲』を弾こうとするが、失敗してしまう。さらに、その場に現れたフィルに演奏をけなされ屈辱的な思いをする。ローズはこれまで抑えていた飲酒を再開してしまう。
夏休みにピーターが牧場に泊まりに来た時には、ローズはアルコール依存症になっていた。フィルやその部下はピーターの女々しい言動をバカにし、ピーターは自分の部屋に閉じこもるようになる。ピーターは捕まえたウサギを持ち帰り、酔ったローズを喜ばせるが、後に解剖していたことが判明する。ある日、人里離れた空き地で、フィルはブロンコ・ヘンリーが遺したスカーフを用いて自慰行為をする。時を同じくして、牧場の周りを散策しているピーターは空き地を発見し、そこでブロンコ・ヘンリーの名が記されている男性のヌードが載った雑誌を見つける。その後、ピーターは池でスカーフを首に巻いて水浴びをするフィルを発見し、気配を察したフィルに追い払われる。
その日から、フィルはピーターに優しく接し始め、ピーターの為にロープを編み、馬の乗り方を教えると申し出る。ある日、一人で出かけたピーターは、死んだ牛を見つけ、その皮の一部を切り取る。いつしか、フィルとピーターは行動を共にするようになっていた。フェンス作りの作業中、フィルは手に怪我を負ってしまう。作業の休憩中、ピーターはアルコール中毒で自殺した父親の死体を発見し、自らその死体を解剖した体験をフィルに話す。ピーターは生前の父から「優しさが足りない」「強すぎる」と言われたと話し、フィルはまさかと嘲笑する。
ローズは、ピーターがフィルと共に過ごす時間が多くなるにつれ、アルコール依存症が悪化していった。ある日、泥酔したローズは、不要になった牛の生皮は焼くというフィルの方針を知り、牧場に掛けられていた生皮を、地元のネイティブ・アメリカンの商人に受け渡してしまう。商人から貰ったお礼の手袋に見惚れだしたローズはそのまま倒れ、ジョージに介抱される。生皮が無くなっているのを発見したフィルは激怒し、ピーターのロープを完成させるために、生皮が必要だったと説明する。騒ぎを聞きつけ駆け付けたジョージに怒りをぶつけるフィルに、ピーターは死んだ牛から切り取った皮の提供を持ち掛ける。ピーターの行動に感心したフィルは、ピーターの将来を約束し、今夜中にロープを仕上げると告げる。
フィルとピーターは一晩をかけて、納屋でロープを完成させる。フィルが手に負った傷口とピーターが切り取った皮は触れ合っている。ロープの作業中、ピーターはフィルの納屋にあるブロンコ・ヘンリーの鞍に興味を示す。フィルはピーターに、ブロンコ・ヘンリーは自分の命の恩人で、山で遭難した際、凍えるような天候の中、ブロンコ・ヘンリーが体を密着させ、自分の体を暖めてくれた体験を語りかける。ピーターは、2人は裸だったのか尋ねるが、フィルは答えない。ピーターはタバコを吸い始め、フィルとそれを共有する。翌朝、ジョージは朝食に現れないフィルを訪ねるが、フィルは病床に伏しており、彼の手の傷口がひどく化膿していることに気付く。ジョージはフィルを医者に連れて行くことにするが、フィルは意識が朦朧とする中、ピーターに完成したロープを渡そうとする。
場面が変わり、フィルは既に死亡している。葬儀の席で医師は、フィルの死因が炭疽症である可能性が高いという見解をジョージに示すが、フィルは病気の牛に触れることを常に警戒していた為、ジョージは困惑する。フィルの葬儀を欠席したピーターは、祈祷書の詩篇第22編20節「剣と犬の力から、私の魂を解放したまえ」を読み上げる。その後、彼は手袋をはめ、完成したロープをベッドの下にしまう。ピーターが廊下を歩いていると、窓から葬儀から帰宅したジョージとローズが口づけを交わす姿が見える。ピーターは窓に背を向け微笑み、映画は幕を閉じる。

## キャスト
※括弧内は日本語吹替。
- フィル・バーバンク - ベネディクト・カンバーバッチ（三上哲[4]）
- ローズ・ゴードン - キルスティン・ダンスト（園崎未恵[4]）
- ジョージ・バーバンク - ジェシー・プレモンス（前田一世[4]）
- ピーター・ゴードン - コディ・スミット＝マクフィー（内山昂輝[4]）
- ローラ - トーマシン・マッケンジー（金子睦）
- ミセス・ルイス - ジェネヴィエーヴ・レモン（英語版）
- エドワード知事 - キース・キャラダイン
- バーバンク夫人 - フランセス・コンロイ
- バーバンク氏 - ピーター・キャロル（英語版）（小島敏彦）
- エドワード・ナッポ - アダム・ビーチ

## 製作
2019年5月、ジェーン・カンピオンが脚本と監督を務め、ベネディクト・カンバーバッチとエリザベス・モスが主演することが発表された。9月、ポール・ダノが出演交渉に入った。10月、降板したモスの後任として、キルスティン・ダンストがキャストに加わった。11月、ダノが『THE BATMAN-ザ・バットマン-』とのスケジュールとの兼ね合いで降板し、後任としてジェシー・プレモンスがキャストに加わった。2020年2月、コディ・スミット＝マクフィー、トーマシン・マッケンジー、フランセス・コンロイ、キース・キャラダイン、ピーター・キャロル、アダム・ビーチがキャストに加わった。

### 撮影
主要な撮影は、2020年1月10日にニュージーランドのダニーデンを含むオタゴ地方で開始された。撮影は、新型コロナウイルス感染症の流行を受け中断されたが、カンバーバッチ、ダンスト、プレモンスは、ニュージーランドがロックダウンに入ってからも同国に滞在していたと報じられた。キャストとスタッフの隔離免除が認められた後、6月22日に撮影が再開された。

## 公開
本作は、2021年9月2日にヴェネツィア国際映画祭で世界初上映され、同月4日のテルライド映画祭と10日のトロント国際映画祭でも、特別招待作品として上映された。さらに、10月1日のニューヨーク映画祭では、映画祭の目玉作品として上映された後、アメリカでは、11月17日に限定劇場公開され、12月1日にNetflixでストリーミング配信が開始された。

## 評価
本作は批評家から絶賛されている。Rotten Tomatoesでは27個の批評家レビューのうち96%が支持評価を下し、平均評価は10点中8.5点となった。サイトの批評家の見解は「ベネディクト・カンバーバッチを中心とした輝かしいアンサンブルによって生命を吹き込まれた『パワー・オブ・ザ・ドッグ』は、ジェーン・カンピオンが、同世代の作家の中で、最も優れているうちの1人であることを観客に再確認させる。」となっている。MetacriticのMetascoreは14個の批評家レビューに基づき、加重平均値は100点中90点となった。サイトは本作の評価を「幅広い絶賛」と示している。
『インディワイヤー』のデヴィッド・エーリッヒは、「『パワー・オブ・ザ・ドッグ』は、あまりにも早くいそいそと観客に牙を突き立ててくるので、エンドクレジットが終わるまで、あなたは自分の肌が刺されていることに気付かないかも知れない。しかし、この映画のエンディングが齎すゆっくりとした噛みつきは、見る者に十分な傷跡を残すことには変わりない。」と表現し、映画の鋭さを賞賛した。
『ザ・テレグラフ』のロビー・コリンは、映画に満点となる5つ星を与え、「しばしば見るのが辛くなる作品だが、カンピオンと一様に優れたキャスト陣によって、"我々の前で繰り広げられているものは正確には何なのか"、"この儀式がどこに行き着くのか"という、観客のひりひりする様な絶え間ない好奇心を呼び起こし、その不快感を和らげている。」と評し、『ハリウッド・レポーター』のデヴィッド・ルーニーは、「憂鬱、孤独、苦痛、嫉妬、恨みなどが、音として響き渡り、作品の淡々としたリズムが刻々と変化していく、絶妙に作られた映画だ。カンピオンは素材を完全に操り、登場人物がそれぞれ持つ激動する内面を、確かな繊細さで深く掘り下げている。」と評した。
『ヴァルチャー』のビルゲ・エビリは、「カンピオンは、サヴェージのシンプルな文体を、自身の控えめなストーリーテリングで再現しており、同時に、原作が持つ時代遅れなフロイト的発想を、現代に説得力ある形にするよう、上手く切り抜ける。」と原作と比較した上で賞賛した。
一方で、『バラエティ』のオーウェン・グレイバーマンは、カンバーバッチの演技やカンピオンのこれまでのキャリアを賞賛した上で、「本来は全てゆっくりと、無理なく、そして力強く、感情を高めていくべき作品なのだが、本質的には、三角関係の駆け引きにおいて、整然とされ古風なタイプの映画である『パワー・オブ・ザ・ドッグ』には、もっと痛烈なカタルシスが必要だった。」とし、「肝心のラストで斜に構えすぎている。」と指摘した。

### 受賞・ノミネート
| 賞                               | 日付                 | 部門                                              | 対象 | 結果       | 出典          |
| -------------------------------- | -------------------- | ------------------------------------------------- | --- | ---------- | ------------- |
| ヴェネツィア国際映画祭           | 2021年9月11日        | 金獅子賞                                          | ジェーン・カンピオン                                                                                       | ノミネート | [ 3 ] [ 24 ]  |
| ヴェネツィア国際映画祭           | 2021年9月11日        | 銀獅子賞 (監督賞)                                 | ジェーン・カンピオン                                                                                       | 受賞       | [ 3 ] [ 24 ]  |
| ヴェネツィア国際映画祭           | 2021年9月11日        | クィア獅子賞                                      | ジェーン・カンピオン                                                                                       | ノミネート | [ 3 ] [ 24 ]  |
| トロント国際映画祭               | 2021年9月18日        | 観客賞                                            | ジェーン・カンピオン                                                                                       | 次点3位    | [ 25 ]        |
| ニューヨーク映画批評家協会賞     | 2021年12月3日        | 監督賞                                            | ジェーン・カンピオン                                                                                       | 受賞       | [ 26 ]        |
| ニューヨーク映画批評家協会賞     | 2021年12月3日        | 主演男優賞                                        | ベネディクト・カンバーバッチ                                                                               | 受賞       | [ 26 ]        |
| ニューヨーク映画批評家協会賞     | 2021年12月3日        | 助演男優賞                                        | コディ・スミット＝マクフィー                                                                               | 受賞       | [ 26 ]        |
| ロサンゼルス映画批評家協会賞     | 2021年12月18日       | 作品賞                                            | 『パワー・オブ・ザ・ドッグ』                                                                               | 次点       | [ 27 ]        |
| ロサンゼルス映画批評家協会賞     | 2021年12月18日       | 監督賞                                            | ジェーン・カンピオン                                                                                       | 受賞       | [ 27 ]        |
| ロサンゼルス映画批評家協会賞     | 2021年12月18日       | 主演男優賞                                        | ベネディクト・カンバーバッチ                                                                               | 次点       | [ 27 ]        |
| ロサンゼルス映画批評家協会賞     | 2021年12月18日       | 助演男優賞                                        | コディ・スミット＝マクフィー                                                                               | 受賞       | [ 27 ]        |
| ロサンゼルス映画批評家協会賞     | 2021年12月18日       | 撮影賞                                            | アリ・ウェグナー                                                                                           | 受賞       | [ 27 ]        |
| ロサンゼルス映画批評家協会賞     | 2021年12月18日       | 作曲賞                                            | ジョニー・グリーンウッド                                                                                   | 次点       | [ 27 ]        |
| AFI賞                            | 2022年1月7日         | トップ10映画                                      | 『パワー・オブ・ザ・ドッグ』                                                                               | 受賞       | [ 28 ]        |
| 全米映画批評家協会賞             | 2022年1月8日         | 作品賞                                            | 『パワー・オブ・ザ・ドッグ』                                                                               | 3位        | [ 29 ]        |
| 全米映画批評家協会賞             | 2022年1月8日         | 監督賞                                            | ジェーン・カンピオン                                                                                       | 2位        | [ 29 ]        |
| 全米映画批評家協会賞             | 2022年1月8日         | 主演男優賞                                        | ベネディクト・カンバーバッチ                                                                               | 2位        | [ 29 ]        |
| 全米映画批評家協会賞             | 2022年1月8日         | 助演男優賞                                        | コディ・スミット＝マクフィー                                                                               | 3位        | [ 29 ]        |
| 全米映画批評家協会賞             | 2022年1月8日         | 撮影賞                                            | アリ・ウェグナー                                                                                           | 2位        | [ 29 ]        |
| ゴールデングローブ賞             | 2022年1月8日         | 作品賞 (ドラマ部門)                               | 『パワー・オブ・ザ・ドッグ』                                                                               | 受賞       | [ 30 ]        |
| ゴールデングローブ賞             | 2022年1月8日         | 主演男優賞 (ドラマ部門)                           | ベネディクト・カンバーバッチ                                                                               | ノミネート | [ 30 ]        |
| ゴールデングローブ賞             | 2022年1月8日         | 助演男優賞                                        | コディ・スミット＝マクフィー                                                                               | 受賞       | [ 30 ]        |
| ゴールデングローブ賞             | 2022年1月8日         | 助演女優賞                                        | キルスティン・ダンスト                                                                                     | ノミネート | [ 30 ]        |
| ゴールデングローブ賞             | 2022年1月8日         | 監督賞                                            | ジェーン・カンピオン                                                                                       | 受賞       | [ 30 ]        |
| ゴールデングローブ賞             | 2022年1月8日         | 脚本賞                                            | ジェーン・カンピオン                                                                                       | ノミネート | [ 30 ]        |
| ゴールデングローブ賞             | 2022年1月8日         | 作曲賞                                            | ジョニー・グリーンウッド                                                                                   | ノミネート | [ 30 ]        |
| オンライン映画批評家協会賞       | 2022年1月26日        | 作品賞                                            | 『パワー・オブ・ザ・ドッグ』                                                                               | 受賞       | [ 31 ]        |
| オンライン映画批評家協会賞       | 2022年1月26日        | 監督賞                                            | ジェーン・カンピオン                                                                                       | 受賞       | [ 31 ]        |
| オンライン映画批評家協会賞       | 2022年1月26日        | 主演男優賞                                        | ベネディクト・カンバーバッチ                                                                               | 受賞       | [ 31 ]        |
| オンライン映画批評家協会賞       | 2022年1月26日        | 助演男優賞                                        | コディ・スミット＝マクフィー                                                                               | 受賞       | [ 31 ]        |
| オンライン映画批評家協会賞       | 2022年1月26日        | 助演女優賞                                        | キルスティン・ダンスト                                                                                     | 受賞       | [ 31 ]        |
| オンライン映画批評家協会賞       | 2022年1月26日        | 脚色賞                                            | ジェーン・カンピオン                                                                                       | 受賞       | [ 31 ]        |
| オンライン映画批評家協会賞       | 2022年1月26日        | 撮影賞                                            | アリ・ウェグナー                                                                                           | 受賞       | [ 31 ]        |
| オンライン映画批評家協会賞       | 2022年1月26日        | 編集賞                                            | ピーター・シベラス                                                                                         | 受賞       | [ 31 ]        |
| オンライン映画批評家協会賞       | 2022年1月26日        | 作曲賞                                            | ジョニー・グリーンウッド                                                                                   | 受賞       | [ 31 ]        |
| オーストラリア国際アカデミー賞   | 2022年1月26日        | 作品賞                                            | 『パワー・オブ・ザ・ドッグ』                                                                               | 受賞       | [ 32 ]        |
| オーストラリア国際アカデミー賞   | 2022年1月26日        | 監督賞                                            | ジェーン・カンピオン                                                                                       | ノミネート | [ 32 ]        |
| オーストラリア国際アカデミー賞   | 2022年1月26日        | 主演男優賞                                        | ベネディクト・カンバーバッチ                                                                               | ノミネート | [ 32 ]        |
| オーストラリア国際アカデミー賞   | 2022年1月26日        | 助演男優賞                                        | コディ・スミット＝マクフィー                                                                               | ノミネート | [ 32 ]        |
| オーストラリア国際アカデミー賞   | 2022年1月26日        | 助演女優賞                                        | キルスティン・ダンスト                                                                                     | ノミネート | [ 32 ]        |
| オーストラリア国際アカデミー賞   | 2022年1月26日        | 脚本賞                                            | ジェーン・カンピオン                                                                                       | ノミネート | [ 32 ]        |
| ロンドン映画批評家協会賞         | 2022年2月6日         | 作品賞                                            | 『パワー・オブ・ザ・ドッグ』                                                                               | 受賞       | [ 33 ]        |
| ロンドン映画批評家協会賞         | 2022年2月6日         | 監督賞                                            | ジェーン・カンピオン                                                                                       | 受賞       | [ 33 ]        |
| ロンドン映画批評家協会賞         | 2022年2月6日         | 主演男優賞                                        | ベネディクト・カンバーバッチ                                                                               | 受賞       | [ 33 ]        |
| ロンドン映画批評家協会賞         | 2022年2月6日         | 助演男優賞                                        | ジェシー・プレモンス                                                                                       | ノミネート | [ 33 ]        |
| ロンドン映画批評家協会賞         | 2022年2月6日         | 助演男優賞                                        | コディ・スミット＝マクフィー                                                                               | 受賞       | [ 33 ]        |
| ロンドン映画批評家協会賞         | 2022年2月6日         | 助演女優賞                                        | キルスティン・ダンスト                                                                                     | ノミネート | [ 33 ]        |
| ロンドン映画批評家協会賞         | 2022年2月6日         | 脚本賞                                            | ジェーン・カンピオン                                                                                       | ノミネート | [ 33 ]        |
| ロンドン映画批評家協会賞         | 2022年2月6日         | 英国男優賞                                        | ベネディクト・カンバーバッチ                                                                               | ノミネート | [ 33 ]        |
| ロンドン映画批評家協会賞         | 2022年2月6日         | 技術成果賞                                        | ジョニー・グリーンウッド（作曲）                                                                           | ノミネート | [ 33 ]        |
| 全米美術装飾者協会賞             | 2022年2月22日        | 全米美術装飾者協会賞 装飾/デザイン賞 (時代劇部門) | アンバー・リチャーズ、グラント・メイジャー                                                                 | ノミネート | [ 34 ]        |
| 全米映画俳優組合賞               | 2022年2月27日        | 主演男優賞                                        | ベネディクト・カンバーバッチ                                                                               | ノミネート | [ 35 ]        |
| 全米映画俳優組合賞               | 2022年2月27日        | 助演男優賞                                        | コディ・スミット＝マクフィー                                                                               | ノミネート | [ 35 ]        |
| 全米映画俳優組合賞               | 2022年2月27日        | 助演女優賞                                        | キルスティン・ダンスト                                                                                     | ノミネート | [ 35 ]        |
| 映画音響協会賞                   | 2022年3月6日         | 映画音響協会賞 実写映画録音賞                     | リチャード・フリン、ロバート・マッケンジー、タラ・ウェッブ、グレーム・スチュワート、スティーヴ・バージェス | ノミネート | [ 36 ]        |
| 全米監督協会賞                   | 第74回全米監督協会賞 | 長編映画監督賞                                    | ジェーン・カンピオン                                                                                       | 受賞       | [ 37 ]        |
| 英国アカデミー賞                 | 2022年3月13日        | 作品賞                                            | 『パワー・オブ・ザ・ドッグ』                                                                               | 受賞       | [ 38 ] [ 39 ] |
| 英国アカデミー賞                 | 2022年3月13日        | 監督賞                                            | ジェーン・カンピオン                                                                                       | 受賞       | [ 38 ] [ 39 ] |
| 英国アカデミー賞                 | 2022年3月13日        | 主演男優賞                                        | ベネディクト・カンバーバッチ                                                                               | ノミネート | [ 38 ] [ 39 ] |
| 英国アカデミー賞                 | 2022年3月13日        | 助演男優賞                                        | ジェシー・プレモンス                                                                                       | ノミネート | [ 38 ] [ 39 ] |
| 英国アカデミー賞                 | 2022年3月13日        | 助演男優賞                                        | コディ・スミット＝マクフィー                                                                               | ノミネート | [ 38 ] [ 39 ] |
| 英国アカデミー賞                 | 2022年3月13日        | 脚色賞                                            | ジェーン・カンピオン                                                                                       | ノミネート | [ 38 ] [ 39 ] |
| 英国アカデミー賞                 | 2022年3月13日        | 撮影賞                                            | アリ・ウェグナー                                                                                           | ノミネート | [ 38 ] [ 39 ] |
| 英国アカデミー賞                 | 2022年3月13日        | 作曲賞                                            | ジョニー・グリーンウッド                                                                                   | ノミネート | [ 38 ] [ 39 ] |
| クリティクス・チョイス・アワード | 2022年3月13日        | 作品賞                                            | 『パワー・オブ・ザ・ドッグ』                                                                               | 受賞       | [ 40 ] [ 41 ] |
| クリティクス・チョイス・アワード | 2022年3月13日        | 監督賞                                            | ジェーン・カンピオン                                                                                       | 受賞       | [ 40 ] [ 41 ] |
| クリティクス・チョイス・アワード | 2022年3月13日        | 主演男優賞                                        | ベネディクト・カンバーバッチ                                                                               | ノミネート | [ 40 ] [ 41 ] |
| クリティクス・チョイス・アワード | 2022年3月13日        | 助演男優賞                                        | コディ・スミット＝マクフィー                                                                               | ノミネート | [ 40 ] [ 41 ] |
| クリティクス・チョイス・アワード | 2022年3月13日        | 助演女優賞                                        | キルスティン・ダンスト                                                                                     | ノミネート | [ 40 ] [ 41 ] |
| クリティクス・チョイス・アワード | 2022年3月13日        | アンサンブル演技賞                                | 『パワー・オブ・ザ・ドッグ』                                                                               | ノミネート | [ 40 ] [ 41 ] |
| クリティクス・チョイス・アワード | 2022年3月13日        | 脚色賞                                            | ジェーン・カンピオン                                                                                       | 受賞       | [ 40 ] [ 41 ] |
| クリティクス・チョイス・アワード | 2022年3月13日        | 撮影賞                                            | アリ・ウェグナー                                                                                           | 受賞       | [ 40 ] [ 41 ] |
| クリティクス・チョイス・アワード | 2022年3月13日        | 編集賞                                            | ピーター・シベラス                                                                                         | ノミネート | [ 40 ] [ 41 ] |
| クリティクス・チョイス・アワード | 2022年3月13日        | 作曲賞                                            | ジョニー・グリーンウッド                                                                                   | ノミネート | [ 40 ] [ 41 ] |
| ゴールデン・リール賞             | 2022年3月13日        | 長編映画セリフ・ADR賞                             | レア・カッツ                                                                                               | ノミネート |               |
| 全米製作者組合賞                 | 2022年3月19日        | 劇場映画賞                                        | ジェーン・カンピオン、タニヤ・セガッチアン、エミール・シャーマン、イアン・カニング、ロジェ・フラピエ       | ノミネート | [ 42 ]        |
| 全米撮影監督協会                 | 2022年3月20日        | 劇場映画撮影賞                                    | アリ・ウェグナー                                                                                           | ノミネート | [ 43 ]        |
| アカデミー賞                     | 2022年3月27日        | 作品賞                                            | ジェーン・カンピオン、タニヤ・セガッチアン、エミール・シャーマン、イアン・カニング、ロジェ・フラピエ       | ノミネート | [ 44 ]        |
| アカデミー賞                     | 2022年3月27日        | 監督賞                                            | ジェーン・カンピオン                                                                                       | 受賞       | [ 44 ]        |
| アカデミー賞                     | 2022年3月27日        | 主演男優賞                                        | ベネディクト・カンバーバッチ                                                                               | ノミネート | [ 44 ]        |
| アカデミー賞                     | 2022年3月27日        | 助演男優賞                                        | ジェシー・プレモンス                                                                                       | ノミネート | [ 44 ]        |
| アカデミー賞                     | 2022年3月27日        | 助演男優賞                                        | コディ・スミット＝マクフィー                                                                               | ノミネート | [ 44 ]        |
| アカデミー賞                     | 2022年3月27日        | 助演女優賞                                        | キルスティン・ダンスト                                                                                     | ノミネート | [ 44 ]        |
| アカデミー賞                     | 2022年3月27日        | 脚色賞                                            | ジェーン・カンピオン                                                                                       | ノミネート | [ 44 ]        |
| アカデミー賞                     | 2022年3月27日        | 撮影賞                                            | アリ・ウェグナー                                                                                           | ノミネート | [ 44 ]        |
| アカデミー賞                     | 2022年3月27日        | 編集賞                                            | ピーター・シベラス                                                                                         | ノミネート | [ 44 ]        |
| アカデミー賞                     | 2022年3月27日        | 作曲賞                                            | ジョニー・グリーンウッド                                                                                   | ノミネート | [ 44 ]        |
| アカデミー賞                     | 2022年3月27日        | 美術賞                                            | グラント・メイジャー、アンバー・リチャーズ                                                                 | ノミネート | [ 44 ]        |
| アカデミー賞                     | 2022年3月27日        | 音響賞                                            | ロバート・マッケンジー、リチャード・フリン、タラ・ウェッブ                                                 | ノミネート | [ 44 ]        |
| サテライト賞                     | 2022年4月2日         | 作品賞 (ドラマ部門)                               | 『パワー・オブ・ザ・ドッグ』                                                                               | ノミネート | [ 45 ]        |
| サテライト賞                     | 2022年4月2日         | 監督賞                                            | ジェーン・カンピオン                                                                                       | 受賞       | [ 45 ]        |
| サテライト賞                     | 2022年4月2日         | 主演男優賞 (ドラマ部門)                           | ベネディクト・カンバーバッチ                                                                               | 受賞       | [ 45 ]        |
| サテライト賞                     | 2022年4月2日         | 助演男優賞                                        | コディ・スミット＝マクフィー                                                                               | 受賞       | [ 45 ]        |
| サテライト賞                     | 2022年4月2日         | 助演女優賞                                        | キルスティン・ダンスト                                                                                     | 受賞       | [ 45 ]        |
| サテライト賞                     | 2022年4月2日         | 脚色賞                                            | ジェーン・カンピオン                                                                                       | ノミネート | [ 45 ]        |
| サテライト賞                     | 2022年4月2日         | 撮影賞                                            | アリ・ウェグナー                                                                                           | ノミネート | [ 45 ]        |
| サテライト賞                     | 2022年4月2日         | 編集賞                                            | ピーター・シベラス                                                                                         | ノミネート | [ 45 ]        |
| サテライト賞                     | 2022年4月2日         | 美術賞                                            | グラント・メイジャー、アンバー・リチャーズ                                                                 | ノミネート | [ 45 ]        |
| サテライト賞                     | 2022年4月2日         | 衣装デザイン賞                                    | カースティ・キャメロン                                                                                     | ノミネート | [ 45 ]        |
| サテライト賞                     | 2022年4月2日         | 作曲賞                                            | ジョニー・グリーンウッド                                                                                   | ノミネート | [ 45 ]        |
| サテライト賞                     | 2022年4月2日         | 音響賞                                            | ロバート・マッケンジー、リチャード・フリン、レア・カッツ、タラ・ウェッブ、デイヴ・ホワイトヘッド           | ノミネート | [ 45 ]        |
| サテライト賞                     | 2022年4月2日         | アンサンブル賞                                    | 『パワー・オブ・ザ・ドッグ』のキャスト陣                                                                   | ノミネート | [ 45 ]        |